# Arroyo Ceballos Grande
Der Arroyo Ceballos Grande ist ein Fluss in Uruguay.
Er entspringt auf dem Gebiet des Departamento Artigas in der Cuchilla de Belén einige Kilometer östlich der Stadt Baltasar Brum. Von dort verläuft er zunächst in westliche, dann in südliche bis südwestliche Richtung. Er mündet an der Grenze zum Nachbardepartamento Salto südlich des Cerro de la Tapera als rechtsseitiger Nebenfluss in den Río Arapey Chico.